# Kostka nacaratus
Kostka nacaratus är en insektsart som beskrevs av Navás 1913. Kostka nacaratus ingår i släktet Kostka och familjen guldögonsländor. Inga underarter finns listade i Catalogue of Life.